# Signora Volpe (televizijska serija)
Signora Volpe je talijansko-britanska televizijska serija distribuirana na britanskoj streaming platformi Acorn TV od 2. svibnja 2022. U Italiji se serija prikazuje na Sky Investigation od 1. srpnja 2022., a besplatno se prikazuje na Canale 5 od 19. srpnja 2023. U Hrvatskoj serija se prikazuje na Drugom programu HRT-a od 24. veljače 2023.
U lipnju 2023. serija je službeno obnovljena za drugu sezonu.

## Radnja
Sylvia je bivša britanska špijunka koja putuje u Italiju, u Panicale, na vjenčanje svoje nećakinje. Spremna za novi život, morat će se ponovno pretvoriti u detektivku i naći se uključena u kompliciranu istragu.

## Pregled serije
| Sezona | Epizoda | Izvorno prikazivanje            | Talijansko prikazivanje       | Hrvatsko prikazivanje          |
| ------ | ------- | ------------------------------- | ----------------------------- | ------------------------------ |
| 1.     | 3       | 2. – 16. svibnja 2022.          | 1. – 15. srpnja 2022.         | 24. veljače – 10. ožujka 2023. |
| 2.     | 3       | 29. srpnja – 12. kolovoza 2024. | 22. kolovoza – 5. rujna 2024. | 4. – 18. studenoga 2024.       |

## Glumačka postava
- Emilia Fox kao Sylvia Fox
- Tara Fitzgerald kao Isabel Vitale
- Giovanni Cirfiera kao capitano Giovanni Riva
- Jamie Bamber kao Adam Haines
- Enrique Arce kao Dimitri Pavlenko
- Alexander Arnold kao Sasha Pavlenko
- Matteo Carlomagno kao Matteo Vitale
- Issy Knopfler kao Alice Shepherd
- Imma Piro kao Antonella Vitale
- Mehdi Meskar kao Sami Hamdani
- Marianne Leoni kao Raffaella Tasso
- Luigi Di Fiore kao Ercole Guerra
- Francesca Alice Antonini kao Roberta Agosti
- Andrea Piedimonte kao Salvatore Zampa
- Paolo Fantoni kao Luca Zampa
- Gianni Franco kao Gino Zampa
- Buket Komur kao Rabia Yacoub
- Bronagh Gallagher kao Mallory Bell

## Produkcija
Autori serije su Rachel Cuperman i Sally Griffiths, koje su također napisale i scenarij, u režiji Dudija Appletona i Marka Brozela, a producirali su studio Route 4 i Cattleya.
U lipnju 2023. serija je službeno obnovljena za drugu sezonu.

### Snimanje
Serija je snimana tijekom tri mjeseca gotovo u cijelosti u Italiji, uglavnom u Panicaleu, a neki glumci su snimali i u Rimu i jezeru Bracciano.

## Vanjske poveznice
- Službena stranica na route24.com (engl.)
- Službena stranica na mediaset.it (tal.)
- Signora Volpe u internetskoj bazi filmova IMDb-a (engl.)